# Carreta Quemada
Carreta Quemada ist eine Ortschaft in Uruguay.

## Geographie
Carreta Quemada befindet sich auf dem Gebiet des Departamento San José in dessen Sektor 3 am Arroyo Carreta Quemada. Einige Kilometer südwestlich des Ortes liegt die Departamento-Hauptstadt San José de Mayo, in ungefähr gleicher Distanz südlich Rodríguez. Knapp zehn Kilometer östlich Carreta Quemadas verläuft der Arroyo de la Virgen, der dort die Grenze zum Nachbardepartamento Florida bildet. Nördlich des Ortes entspringen Arroyo Tala Chico und Arroyo Tala.

## Infrastruktur
Durch Carreta Quemada führt die Ruta 45.

## Einwohner
Die Einwohnerzahl von Carreta Quemada beträgt 99 (Stand: 2011), davon 56 männliche und 43 weibliche. Für die vorhergehenden Volkszählungen der Jahre 1963, 1975, 1985 und 1996 sind beim Instituto Nacional de Estadística de Uruguay keine Daten erfasst worden.
| Jahr | Einwohner |
| ---- | --------- |
| 1963 | -         |
| 1975 | -         |
| 1985 | -         |
| 1996 | -         |
| 2004 | 69        |
| 2011 | 99        |

Quelle: Instituto Nacional de Estadística de Uruguay